# Rien Nouwen Aquaduct
Het Rien Nouwen Aquaduct in Abcoude is een aquaduct voor het riviertje het Gein over de viersporige spoorlijn Amsterdam - Utrecht, die daartoe hier verdiept is aangelegd. Het is ontworpen en gebouwd door BAM Civiel.
Vanwege de spoorverdubbeling van het baanvak Amsterdam Bijlmer - Utrecht Centraal was het noodzakelijk de bestaande hefbrug nabij station Abcoude over het Gein te vervangen. Aanvankelijk was het plan gewoon een nieuwe brug te bouwen naast de bestaande. In de omgeving van Abcoude bestond, vanwege de gemeende grote landschappelijke, ecologische en cultuur-historische waarde van het Gein veel verzet tegen de bouw van een nieuwe brug. Mede door de inzet van Rien Nouwen, voorzitter van de Vereniging Bescherming Spoorbuurt Abcoude, is uiteindelijk besloten het spoor onder, in plaats van over het Gein te leiden. Nouwen overleed kort na dit besluit. Toen ProRail later een prijsvraag uitschreef voor een naam voor het aquaduct, kwam de naam Rien Nouwen naar voren.
Het aquaduct is op 1 december 2005 feestelijk geopend door Boele Staal, commissaris van de Koningin in de provincie Utrecht. Het ging hier alleen om het kunstwerk zelf: de sporen en bovenleiding moesten hierna nog aangebracht worden. Het was de bedoeling het aquaduct in oktober 2006 in gebruik te nemen, zodat het op tijd gereed zou zijn voor de dienstregeling 2007. De spoorverdubbeling liep echter enige vertraging op, de nieuwe sporen en daarmee het aquaduct werden uiteindelijk op 25 april 2007 in gebruik genomen.

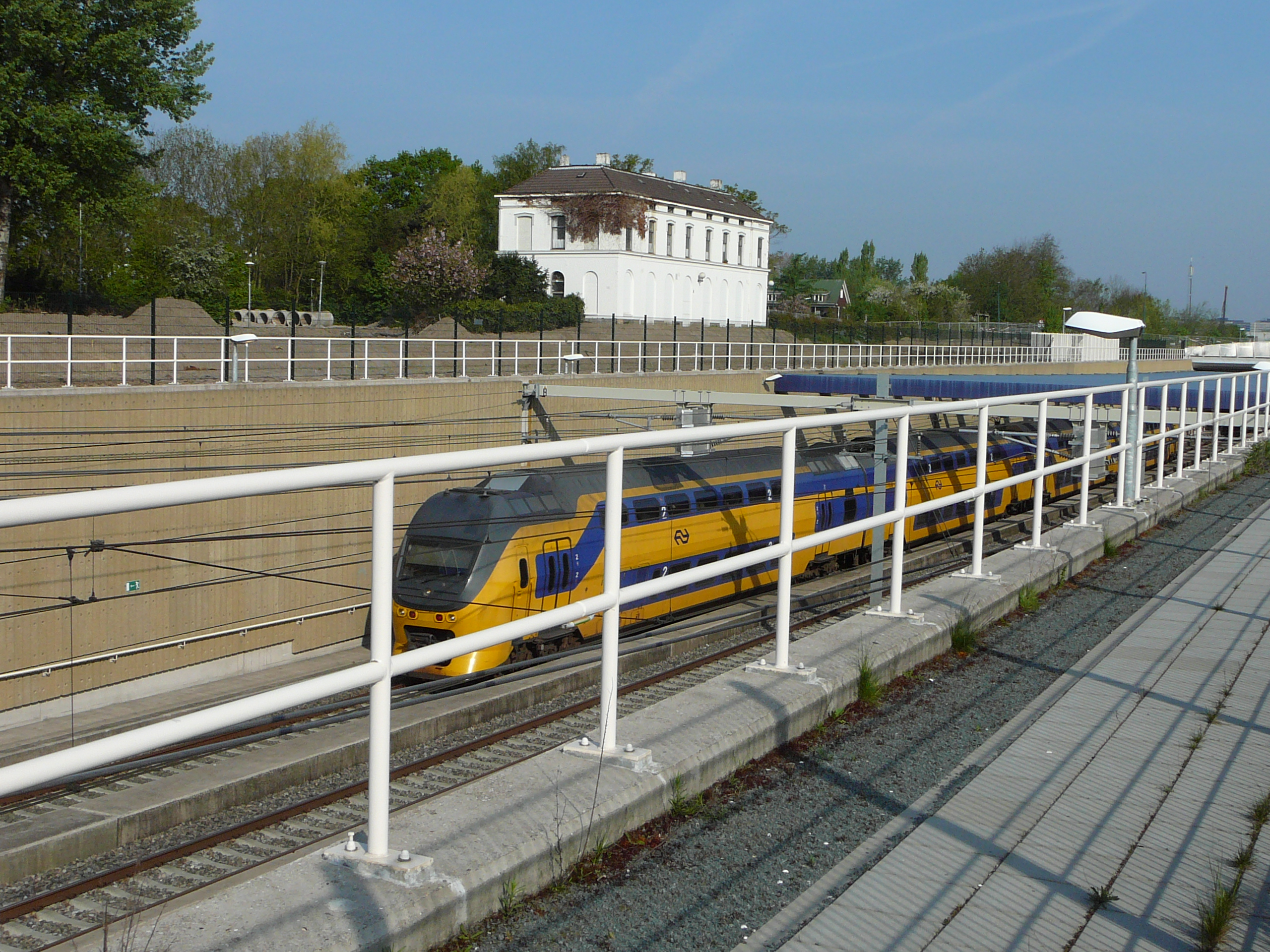
VIRM treinstel 9406 is op 3 mei 2008 onderweg van Schiphol naar Eindhoven. Op de achtergrond het bewaard gebleven eerste stationsgebouw van Abcoude.